# Wishbone Ash (album)
Wishbone Ash is het debuutalbum van de Britse muziekgroep met dezelfde naam. Wishbone Ash had al naam gemaakt in het clubciruit als voorprogramma van bands als Taste, Mott the Hoople en Caravan, toen zij mocht optreden met Deep Purple. Diens gitarist Ritchie Blackmore was zo onder de indruk van het gitaarspel van Andy Powell (terwijl die aan het oefenen was)[bron?], dat hij WA onder de aandacht bracht van muziekproducent Derek Lawrence, die net Deep Purple in Rock had opgeleverd. Lawrence had toegang tot MCA Records en zo mocht de band in september 1970 de De Lane Lea Studios in om een plaatje op te nemen. In die tijd waren de meeste bands aan het experimenteren met de op gang komende synthesizers en WA viel op omdat ze nou juist daar geen gebruik van maakte.
Het album haalde onder enthousiasme van John Peel op 23 januari 1971 de 34e plaats in de Britse albumlijst. Vervolgens verdween het weer om op 10 april 1971 weer voor een week op te duiken op plaats 49. Het album bevat in Lady whiskey en Phoenix twee WA-evergreens; deze songs worden anno 2010 nog steeds live opgevoerd. In februari 1971 werd van het album Blind eye met B-kant Queen of torture als single uitgebracht. Het album was ook populair in Japan; daar verscheen de eerste compact discversie in 1992.
De hoes geeft een deels versplinterde vorkbeen (letterlijk Eng. Wishbone) weer, maar kan ook gezien worden als de weergave van een benen wichelroede (figuurlijk Eng. Wishbone; letterlijk Dowsing).

## Musici
- Andy Powell - gitaar ,zang
- Martin Turner – basgitaar, zang
- Ted Turner – gitaar
- Steve Upton – slagwerk

## Muziek
Alle van Wishbone Ash

| Nr. | Titel            | Duur |
| --- | ---------------- | ---- |
| 1.  | Blind eye        | 3:43 |
| 2.  | Lady whiskey     | 6:10 |
| 3.  | Errors of my way | 6:55 |
| 4.  | Queen of torture | 3:21 |

| Nr. | Titel   | Duur  |
| --- | ------- | ----- |
| 1.  | Handy   | 11:34 |
| 2.  | Phoenix | 10:27 |